# Ермаково (Большесельский район)
Ермаково — деревня в Вареговском сельском поселении Большесельского района Ярославской области.

## История
Деревня Ермакова указана на плане Генерального межевания Борисоглебского уезда 1792 года. В 1825 году Борисоглебский уезд был объединён с Романовским уездом. По сведениям 1859 года деревня относилась к Романово-Борисоглебскому уезду.

## Население
По данным статистического сборника «Сельские населенные пункты Ярославской области на 1 января 2007 года», в деревне Ермаково не числится постоянных жителей.

## География
Деревня расположена к юго-востоку от Варегово, центра сельского поселения. Она стоит к востоку от обширного района торфозаготовок Варегово болото, между болотом и правым берегом реки Лиховодка, первого левого притока Печегды. Деревня расположена на открытой местности, на склоне холма с высотой 151,4 м. По западой окраине деревни проходит дорога от Варегово к проходящей южнее трассе Ярославль — Большое Село, на противоположной стороне дороги напротив Ермаково стоит деревня Першино. К юго-востоку от Ермаково на дороге расположена деревня Бокарево. На одном поле, на расстоянии 1 км к северу стоит деревня Борславлево, к северо-востоку Поляна, а к востоку ранее находилась деревня Остриково.